# Sucking in the Seventies
Sucking in the Seventies – piąty album kompilacyjny brytyjskiej grupy The Rolling Stones.

## Lista utworów
1. „Shattered” – 3:46
2. „Everything Is Turning to Gold" (Jagger, Richards, Ron Wood) – 4:06
3. „Hot Stuff” – 3:30
4. „Time Waits for No One” – 4:25
5. „Fool to Cry” – 4:07
6. „Mannish Boy" (Ellas McDaniel, Mel London, McKinley Morganfield) – 4:38
7. „When the Whip Comes Down" (wersja koncertowa) – 4:35
8. „If I Was a Dancer (Dance Pt. 2)" (Jagger, Richards, Wood) – 5:50
9. „Crazy Mama” – 4:06
10. „Beast of Burden” – 3:27

## Listy przebojów
Album
| rok  | Lista                | Pozycja |
| ---- | -------------------- | ------- |
| 1981 | Billboard Pop Albums | 15      |

Single
| rok  | Single                           | Lista                  | Pozycja |
| ---- | -------------------------------- | ---------------------- | ------- |
| 1981 | "If I Was A Dancer (Dance Pt.2)” | Mainstream Rock Tracks | 26      |